# Don Quichote (1926)
Don Quichote, auch geführt unter Der Ritter von der traurigen Gestalt, ist ein dänischer Stummfilm aus dem Jahre 1926 von Lau Lauritzen senior, nachempfunden nach dem zweiteiligen Roman Don Quijote (1605 und 1615) von Miguel de Cervantes. Dänemarks Starkomiker-Duo Pat und Patachon verkörpert dort Don Quichote und dessen treuen Knappen Sancho Pansa.

## Handlung
Der arme, alternde Landadelige Don Quichote hat sein Leben lang gern in alten Bücher geschmökert, in denen von Edelleuten und ihren spannenden Abenteuern in der Welt „da draußen“ die Rede war. Heute lebt er ein tristes Leben mit seiner betagten Haushälterin und seiner Nichte. Immer mehr versteigt sich Don Quichote in die geliebte literarische Scheinwelt, sodass er eines Tages nicht mehr Realität von Phantasie unterscheiden kann. In dieser Phantasiewelt steigt er hoch zu Ross und wird selbst zum Helden, zum Rittersmann in voller Rüstung, der selbstverständlich auch einen treuen Diener braucht, der in Don Quichotes Phantasie Sancho Pansa heißt.
In dieser Rolle will der Landedelmann die lang ersehnten Abenteuer bestehen, in denen er zu Ehren und zum Wohle seines Landes die Ordnung wiederherstellen muss und zum Ruhme des Königshofes kämpft. Dabei stellt sich Quichote imaginären Riesen, die sich als Windmühlenflügel entpuppen, und einer Herde braver Lämmer und versucht ganz nebenbei das bezaubernde Fräulein Dulcinea zu freien, das jedoch nur ein einfaches Bauernmädchen ist. Dann aber gerät der Alte an einen Ritter, der Don Quichote im Zweikampf besiegt, ihn in Wirklichkeit aber nur im Auftrag der besorgten Familie heimholen soll. In der Phantasie besiegt dieser Ritter Don Quichote, in Wahrheit ist der Alte aber des Lebens müde und stirbt an Altersschwäche.

## Produktionsnotizen
Don Quichote entstand 1926 und lief am 30. November desselben Jahres in Dänemark an. Die deutsche Premiere fand offensichtlich kurz zuvor, im Oktober oder November 1926 statt, in Österreich lief der Film unter dem Titel Don Quichote von La Mancha im Herbst 1927 an.

## Kritik
Paimann’s Filmlisten resümierte: „In qualitativer Hinsicht ist zu erwähnen, daß sich das Sujet ziemlich genau an seinen Vorwurf hält und nach modernen Begriffen wenig des Interessanten bietet. Die Regie hat die einzig Erfolg versprechende Möglichkeit, das Ganze als Persiflage zu bringen, versäumt und eine ernstgenommen sein wollende Angelegenheit mit zwei Lustspielfiguren als Hauptdarsteller geschaffen. Die Darstellung ist unter dem vorerwähnten Gesichtswinkel als recht gut anzusprechen, auch die Photographie sauber.“